# KGet
KGet – menedżer pobierania plików. KGet jest częścią składową środowiska KDE.

## Funkcje programu
- Pobieranie plików z serwerów ftp i http z możliwością wznawiania transferu.
- Informacja na temat postępów pobierania (rozmiar, postęp, prędkość, czas do ukończenia pobierania).
- Automatyczne rozłączanie i zamykanie programu.
- Integracja z przeglądarką Konqueror oraz dokowanie na tace systemowej KDE.
- Tryb eksperta.
- Eksport i import list transferów.
- Powiadomienia dźwiękowe.
- Obsługa formatu Metalink.